# 多媒体
多媒体（英語：Multimedia），在電腦應用系统中，组合两种或两种以上媒体的一种人机交互式資訊交流和传播媒体。

## 概念

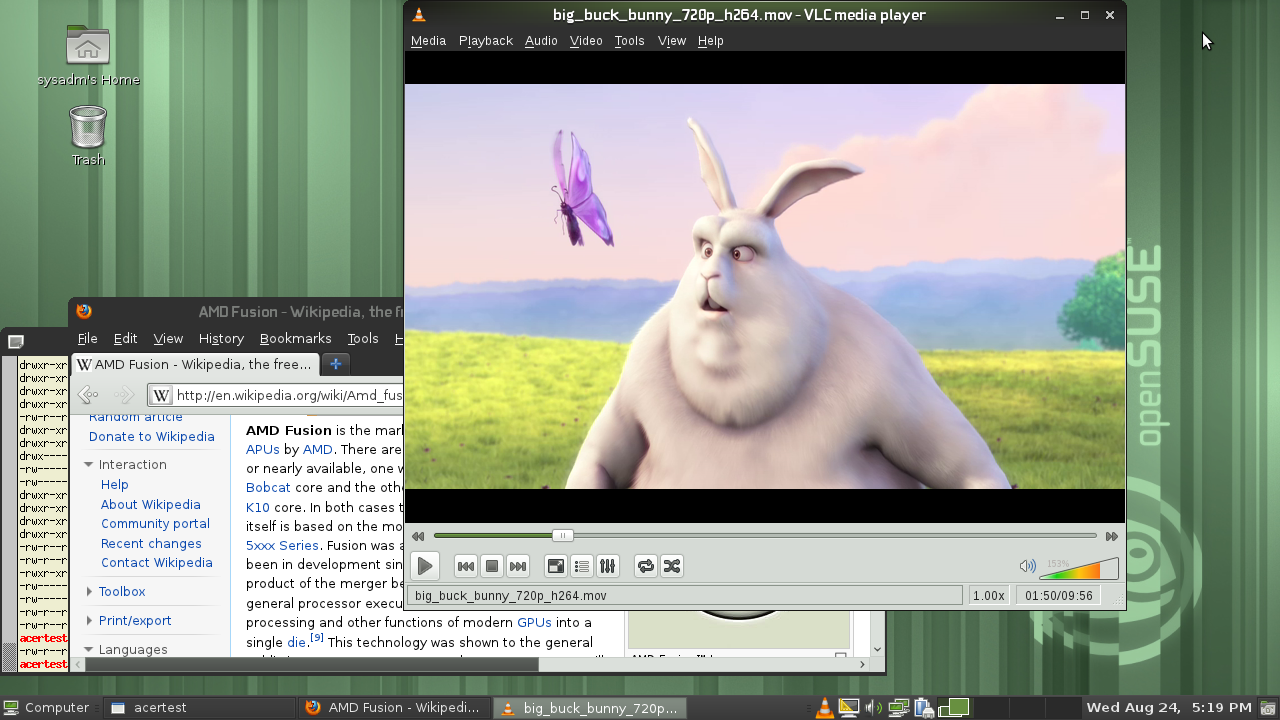
電腦上的多媒體軟體

多媒體使用的媒体包括文字、图片、照片、声音（包含音樂、語音旁白、特殊音效）、动画和影片，以及程序所提供的互動功能。超媒体（Hypermedia）則是多媒体系统中的一个子集，超媒体系统是使用超連結（Hyperlink）构成的全球資訊系統，全球資訊系统是網際網路上使用TCP/IP协议和UDP/IP协议的应用系统。2D的多媒体网页使用HTML、XML等语言编写，3d的多媒体网页使用VRML等语言编写。目前许多多媒体作品使用光碟发行，或者應用於網路的發行。

## 应用
目前为止，多媒体的应用领域已涉足诸如广告、艺术，教育，娱乐，工程，医药，商业及科学研究等行业。比如利用多媒体网页，商家可以将广告变成有声有画的互动形式，可吸引用戶並提供更多商品的消息；而利用多媒体作教学用途，可增加过程的互动性以及利用视觉、听觉及触觉提供反馈。
多媒体技术是一种综合性電子訊息技術，影響大众传媒的發展，亦可应用于數位圖書館、數位博物館、交通监控等领域。

## 参見
- 多媒體短訊
- 後文字社會

## 外部連結
- History of Multimedia from the University of Calgary（页面存档备份，存于）
- Multimedia in Answers.com（页面存档备份，存于）